# Letališče Jožeta Pučnika Ljubljana
Letališče Jožeta Pučnika Ljubljana (IATA: LJU, ICAO: LJLJ) je osrednje slovensko mednarodno letališče preko katerega poteka 97 odstotkov celotnega letalskega potniškega prometa v Sloveniji in je edino poleg Mariborskega letališča primerno za mednarodni komercialni letalski promet opremljeno z ILS v Sloveniji. Leži 26 kilometrov severozahodno od Ljubljane v bližini Spodnjega Brnika. Letališče je bilo odprto 24. decembra 1963, redni promet pa je stekel 9. januarja 1964.
Letališče s svetom povezuje več tujih rednih in nizkocenovnih letalskih prevoznikov, ki opravljajo redne in čarterske polete v različna evropska mesta, Severno Afriko in Jugozahodno Azijo. Redne avtobusne linije povezujejo letališče z Ljubljano, Kranjem in Bledom. 
Ljubljansko letališče je eno izmed tehnološko najbolje opremljenih v regiji. Gravitacijsko območje ljubljanskega letališča šteje več kot štiri milijone prebivalcev in zajema kraje, ki so do 120 minut vožnje oddaljeni od letališča, vključno z obmejnimi deli Avstrije, Italije in Hrvaške. Ima velik razvojni potencial na področju osnovne dejavnosti, infrastrukture in multimodalnega transporta.

## Upravljanje
Letališče Jožeta Pučnika Ljubljana upravlja družba Fraport Slovenija. Podjetje je do marca 2017 delovalo pod imenom Aerodrom Ljubljana, ki je od leta 2014 v lasti nemške družbe Fraport AG. Zgodovina Letališča Ljubljana je bila zaznamovana z nenehnim razvojem in napredkom ter izboljševanjem storitev in varnosti zračnega prometa. Število potnikov in količina oskrbljenega tovora na ljubljanskem letališču se konstantno povečuje. Pozitivni trendi v prometu pa se odražajo v dobrem poslovanju družbe. Koncesija je bila podeljena za obdobje 2014-2054.
Osnovne dejavnosti družbe so:
- upravljanje letališča z zagotavljanjem pristankov in vzletov letal, uporabo infrastrukture in potniškega terminala;
- izvajanje storitev zemeljske oskrbe letal, potnikov in tovora;
- izvajanje marketinške dejavnosti za potniški in tovorni promet;
- izvajanje raznih komercialnih dejavnosti, kot so zagotavljanje ustrezne trgovinske, gostinske in druge ponudbe ter parkiranja osebnih vozil potnikov in obiskovalcev letališča, oddajanje oglasnih površin, poslovnih prostorov in izvajanje skladiščno-logističnih storitev.

Kot pomemben deležnik je podjetje vključeno v širšo verigo logističnih storitev v regiji Alpe Adria. Lega ljubljanskega letališča je idealna za razvoj letalskih povezav in na letalsko panogo vezanih dejavnosti, saj se nahaja na križišču prometnih tokov med Panonsko in Padsko nižino in istanbulskimi vrati prehoda iz Bližnjega vzhoda v Evropsko unijo.

## Zgodovina
Pomembnejši mejniki iz zgodovine letališča:
1963-1990
Prvo letalo tipa DC 6B slovenskega letalskega prevoznika, ki se je takrat imenoval Adria Aviopromet (kasneje Adria Airways), je na takrat pravkar odprtem letališču pristalo 24. decembra 1963, redni letalski promet pa je bil vzpostavljen 9. januarja naslednje leto. Leta 1964 je stekla tudi druga faza še ne dograjenega letališča in bila tudi dokončana, na 3.000 metrov je bila podaljšana vzletno-pristajalna steza in povečana letališka ploščad. V letu 1968 so v podjetju začrtali nove smeri razvoja letališča: vzpostavitev rednega domačega in mednarodni prometa, razvoj letalskega tovornega prometa ter oblikovanje zbirnega centra zanj. Najbolj vidni rezultati teh usmeritev so bili novi potniški terminal (l. 1973), tovorni terminal (l. 1976), rekonstrukcija vzletno-pristajalne steze (l. 1978), vključitev v redni domači in mednarodni promet in odprtje interkontinentalne linije z New Yorkom (l. 1978). Obdobje po letu 1980 je zaznamovala neugodna gospodarska situacija doma in v svetu ter relativno zmanjšano investiranje v razvoj.
1991-2000
Z osamosvojitvijo Slovenije je ljubljansko letališče postalo osrednje državno letališče, hkrati pa se je soočilo z znatnim upadom prometa zaradi političnih in vojnih dogodkov na tleh nekdanje Jugoslavije. 26. junija 1991 ob 13:30 se je zaprl zračni prostor nad Slovenijo in s tem letališče. Zapora je z večjimi in manjšimi izjemami, ko je letališče bilo odprto, trajala do sredine februarja 1992. Ta čas je Aerodrom Ljubljana izrabil za prenovo letališke stavbe, obnovo letališke ploščadi za parkiranje letal ter uvajanje informatike za letališko osebje in potnike. Slovenski letalski prevoznik Adria Airways je postal največji partner Aerodroma Ljubljana. V času zapore je družba Adria Airways svoje polete opravljala z letališča v Celovcu. Zaradi znižanega prometa na letališču se je ponudila priložnost za preplastitev vzletno-pristajalne steze. V letih 1992 in 1993 je bila izvedena večja razširitev potniškega terminala. Postavljen je bil tudi sodobni radar za precizno pristajanje. Podjetje je leta 1996 zaključilo postopek lastninskega preoblikovanja, naslednje leto pa je bila družba Aerodrom Ljubljana vpisana v sodni register kot delniška družba. Leta 1999 se je letališče z dovoljenjem za obratovanje v pogojih zmanjšane vidljivosti CAT III B vpisalo med okoli 100 letališč na svetu s takšno opremo.
2001-2014
Leto 2001 je bilo za svetovni letalski promet zelo slabo leto, kar je občutil tudi Aerodrom Ljubljana. Po terorističnem napadu v New Yorku 11. septembra se je svetovni letalski promet znašel v krizi, saj je število potnikov čez noč drastično upadlo. V letu 2003, ko je letališče praznovalo 40 let se je začela gradnja hangarja za splošno letalstvo in ureditev ploščadi za splošno letalstvo. Leta 2004 je prek letališča prvič v zgodovini potovalo več kot milijon potnikov letno. V nadaljevanju je letališče začelo dobivati podobo, kakršno imajo sodobna letališča po svetu. V letu 2005 je bila zgrajena sodobno opremljena parkirna hiša s poslovnim prizidkom in v letu 2006 razširjena glavna ploščad za letala. Leta 2007 je promet zaživel v novem potniškem terminalu, letališče pa se je po odločitvi vlade preimenovalo v Letališče Jožeta Pučnika Ljubljana. V okviru obsežnega investicijskega ciklusa je bila v tem letu podaljšana tudi vozna steza za letala. Letališče se je začelo razvijati v vozlišče za tovorni promet. Zaradi posledic gospodarske krize se je v letu 2009 ljubljansko letališče soočilo z znatnim upadom prometa, a Aerodrom Ljubljana kljub nižjim prihodkom ni odstopil od načrta vlaganj v osnovno infrastrukturo: prenovljena in razširjena je bila glavna letališka ploščad ter temeljito prenovljena vzletno-pristajalna steza, spojnice in vozna steza vzdolž nje. Upadanje prometa je prenehalo leta 2013. V prvih devetih mesecih leta je glede na primerljivo obdobje v letu prej število potnikov naraslo za 8,1 odstotka, količina oskrbljenega tovora pa za 6,7 odstotka. Poslovanje domačega prevoznika Adria Airways se je stabiliziralo. Nov redni prevoznik Air Serbia je vzpostavil dnevne lete iz Ljubljane v Beograd. V oktobru je Vlada Republike Slovenije družbo Aerodrom Ljubljana umestila na seznam družb v pretežni državni lasti za prodajo in povezano s tem so stekli nekateri postopki. Slovenska odškodninska družba, d.d., je v svojem imenu ter kot zakonita zastopnica Republike Slovenije z nekaterimi delničarji družbe Aerodrom Ljubljana podpisala Sporazum o skupnem nastopu pri prodaji delnic družbe, ki skupaj predstavljajo 73,34 odstotka osnovnega kapitala družbe. V letu 2014 je družba dobila novega lastnika, nemškega upravljavca letališč Fraport AG. Rast potniškega in tovornega prometa ter dobro poslovanje so se nadaljevali tudi v letu 2014.
2015-2023
V začetku 2015 je Fraport AG, pridobil 100-odstotni delež v Aerodromu Ljubljana, družba pa je bila preoblikovana iz delniške v družbo z omejeno odgovornostjo. Družba Aerodrom Ljubljana se je leta 2017 preimenovala v Fraport Slovenija. Leto 2018 je ljubljansko letališče zaključilo z rekordnim številom sprejetih potnikov, 1.818.229. V 2019 je domači prevoznik Adria Airways objavil stečaj in prenehal z letenjem. Stekla so gradbena dela za razširitev novega potniškega terminala. V 2020 je bila razglašena svetovna pandemija koronavirusa SARS-CoV-2, ki je ustavila svetovni potniški letalski promet. Popolna prepoved komercialnih letov je v slovenskem zračnem prostoru veljala dva meseca. Svetovni letalski potniški promet je zaradi ukrepov za zajezitev širjenja koronavirusa, ki so jih sprejele države po vsem svetu, drastično upadel. Pandemija je tudi v letu 2021 hromila letalski potniški promet, letalski prevozniki so se začeli postopoma vračati na ljubljansko letališče. 1. julija 2021 je bil odprt nov potniški terminal. Z modernim objektom na 10.000 m2 je Fraport Slovenija uporabnikom ponudil višjo kakovost in večjo pestrost storitev ter boljše delovno okolje, ljubljansko letališče pa uvrstil med moderna evropska letališča. Septembra 2021 je nizkocenovni letalski prevoznik flydubai vzpostavil neposredno povezavo z Združenimi arabskimi emirati z leti v Dubaj. Ta je kot prva redna letalska linija z destinacijo izven Evrope od osamosvojitve Slovenije naprej pomenila svojevrstno prelomnico za razvoj prometa. Ob povečanju povpraševanja po oskrbi letalskih palet se je družba odločila investirati v nadgraditev objektov za oskrbo tovora in aprila 2023 odprla razširjen del tovornega terminala z nameščeno novo tehnološko opremo za učinkovitejši sprejem in odpremo blaga. V letu 2023 je Letališče Ljubljana prvič po letu 2019 spet pozdravilo milijontega potnika. Do konca leta 2023 je naštelo skupaj več kot 1.270.000 potnikov in zabeležilo 30-odsotno letno rast potniškega prometa.

## Razširitev letališča
Projekt je predvidel izgradnjo novega potniškega terminala, ki bo zavzemal površino več kot 10.000 kvadratnih metrov. V novi odhodni avli je na voljo 22 novih okenc za prijavo na let, pet linij za varnostne preglede, dva trakova za prevzem prtljage, nova sortirnica prtljage. Zgrajeni so bili tudi novi prostori za letalske družbe, potovalne agencije, poslovni salon, restavracije, trgovine in dodatne servisne storitve za potnike. Kapaciteta letališča je s pomočjo novega terminala narastla s 500 na 1250 potnikov na uro. Gradnja se je pričela julija 2019, odprtje novega terminala pa je bilo 1. julija 2021. Terminal je zasnovan s čim večjim pogledom na slovenski del Julijskih in Kamniško Savinjskih Alp, prav tako pa tudi vsebuje elemente, ki predstavljajo slovensko kulturo. Prve potnike je novi terminal sprejel 1. julija.
Po smrti Franca Severja - Frante je Bojan Žvikart na ljubljanskega župana, Zvezo združenj borcev za vrednote NOB Slovenije ter stranko SD, naslovil pobudo za preimenovanje letališča v Letališče Franca Severja Frante. Ljubljanski kabinet je pobudo poslal predsedniku države in predsedniku vlade ter državnega zbora, državnega sveta in direktorja Fraporta ter županu občine Cerklje na Gorenjskem.

## Storitve
Letališče Ljubljana nudi potnikom in obiskovalcem več različnih storitev. V avli odhodnega terminala A so na voljo okence za informacije, okenca za prijavo na let, bankomat, avtomat s farmacevtskimi izdelki. V avli odhodnega terminala B je na voljo trgovina s spominki ter zlatarna. V terminalu A se nahaja tudi poslovni salon, ki je namenjen poslovnim potnikom in članom določenih lojalnostnih programov. V odhodni čakalnici so na voljo tudi kadilnice. 
Celotno terminalsko območje je pokrito z brezplačnim brezžičnim internetom (Wi-Fi).
Na zunanjem območju pred terminalom so organizirana parkirišča za kratkoročno in dolgoročno parkiranje, vključno s parkirnimi mesti za električna vozila z možnostjo polnjenja: 
- zunanje parkirišče P1,
- zunanje parkirišče P2,
- zunanje parkirišče P3,
- parkirna hiša (PH).

Od septembra 2024 dalje je možna rezervacija parkirišč prek spleta. 
Potnikom je na voljo tudi posebna "drop-off" cona za kratkotrajno ustavljanje ob oddaji potnikov z brezplačnim parkiranjem do max. 10 minut.
Letališče ponuja različne možnosti prevoza do Ljubljane in drugih krajev, vključno z avtobusnimi prevozi, taksiji ter storitvami deljenih prevozov.
VIP storitve
Domačim in tujim potnikom iz političnega, gospodarskega, poslovnega, kulturnega in zabavnega sveta ter vsem drugim potnikom, ki želijo svoje potovanje na Letališču Jožeta Pučnika Ljubljana začeti, nadaljevati ali zaključiti udobno in brezskrbno, ponujajo prvovrstno in popolnoma prilagojeno oskrbo.

## Statistika
Glejte vir poizvedbe v Wikipodatkih in vire.

## Destinacije
V poletni sezoni 2025 je iz Letališča Ljubljana možno poleteti na 26 destinacij s 24 rednimi letalskimi prevozniki. Ponudbo dopolnjujejo tudi čarterski poleti - poleteti bo mogoče na 52 počitniških destinacij. 

### Potniške

#### Redne celoletne in sezonske linije
| prevoznik                     | destinacija               | opombe                  |
| ----------------------------- | ------------------------- | ----------------------- |
| Aegan Airlines                | Atene                     |                         |
| Aeroflot                      | Moskva Šeremetjevo        | linija prekinjena       |
| AirBaltic                     | Riga                      |                         |
| Air France                    | Pariz C. de Gaulle        |                         |
| Air Montenegro                | Podgorica Sezonsko: Tivat |                         |
| Air Serbia                    | Beograd, Niš              |                         |
| British Airways               | Sezonsko: London Heathrow |                         |
| Brussels Airlines             | Bruselj                   |                         |
| easyJet                       | London Gatwick            |                         |
| El Al Israel Airlines         | Sezonsko: Tel Aviv        |                         |
| Eurowings                     | Düsseldorf                |                         |
| Finnair                       | Sezonsko: Helsinki        |                         |
| flydubai                      | Dubaj                     |                         |
| Iberia                        | Sezonsko: Madrid          |                         |
| KLM Royal Dutch Airlines      | Amsterdam                 |                         |
| LOT Polish Airlines           | Varšava F. Chopin         |                         |
| Lufthansa                     | Frankfurt, Munchen        |                         |
| Luxair                        | Luksemburg                |                         |
| Norwegian                     | Kopenhagen                |                         |
| Swiss International Air Lines | Zürich                    |                         |
| Transavia                     | Amsterdam Pariz Orly      | prvi polet: 24. 4. 2022 |
| Turkish Airlines              | Carigrad                  |                         |
| Windrose Airlines             | Kijev Borispil            | Linija prekinjena       |
| Wizz Air                      | Skopje                    |                         |

#### Čarter linije
| Prevoznik                | Destinacija                                                  |
| ------------------------ | ------------------------------------------------------------ |
| Aegean Airlines          | grški otoki                                                  |
| FlyEgypt, Nesma Airlines | Hurgada, Šarm el Šejk                                        |
| Trade Air                | Antalya, Funchal, grški otoki, Hurgada, Costa brava, Španija |

### Tovorne
| Prevoznik            | Destinacija                  |
| -------------------- | ---------------------------- |
| ASL Airlines Belgium | Liège, München, Hannover     |
| ASL Airlines France  | Hannover                     |
| DHL Aviation         | Leipzig/Halle, Linz, München |
| SwiftAir Hellas      | Beograd, Sarajevo            |
| SprintAir            | Köln/Bonn                    |
| UPS Airlines         | Köln/Bonn, Zagreb            |

## Nesreče in incidenti
- 1. septembra 1966, e letalo Bristol 105 Britannia 102, ki je opravljalo Let 105 Britannie Airways med približevanjem na Letališče Jožeta Pučnika Ljubljana (takratno letališče Brnik) zaradi prenizke višine zadelo drevesa v bližini vasi Lahovče. To je najhujša letalska nesreča na ozemlju današnje Slovenije, saj je 98 od 117 potnikov in posadke na krovu umrlo. Najverjetnejši vzrok nesreče je napačno nastavljen višinomer, zaradi česar je posadka mislila, da je 300 metrov višje od dejanskega položaja.